# Teverola
Teverola – miejscowość i gmina we Włoszech, w regionie Kampania, w prowincji Caserta.
Według danych na rok 2004 gminę zamieszkiwało 9705 osób, 1617,5 os./km².